# Abietinaria annulata
Abietinaria annulata är en nässeldjursart som först beskrevs av Gustav Heinrich Kirchenpauer 1884.  Abietinaria annulata ingår i släktet Abietinaria och familjen Sertulariidae. Inga underarter finns listade i Catalogue of Life.